# Tumba de los hijos de Edipo
La tumba de los hijos de Edipo es un monumento funerario de la época micénica que se encuentra en la colina de Megalo Kasteli, situada cerca de la acrópolis de Tebas. Se estima que pertenece al siglo XIV o siglo XIII a. C. Fue excavada en los trabajos emprendidos por Teodoros Spyropoulos entre 1970 y 1973. 
Se trata de la tumba de cámara del periodo micénico más grande que se ha excavado por lo que es posible que estuviera destinada a albergar los restos de la familia que reinaba en Tebas en el momento.